# 小泉町駅

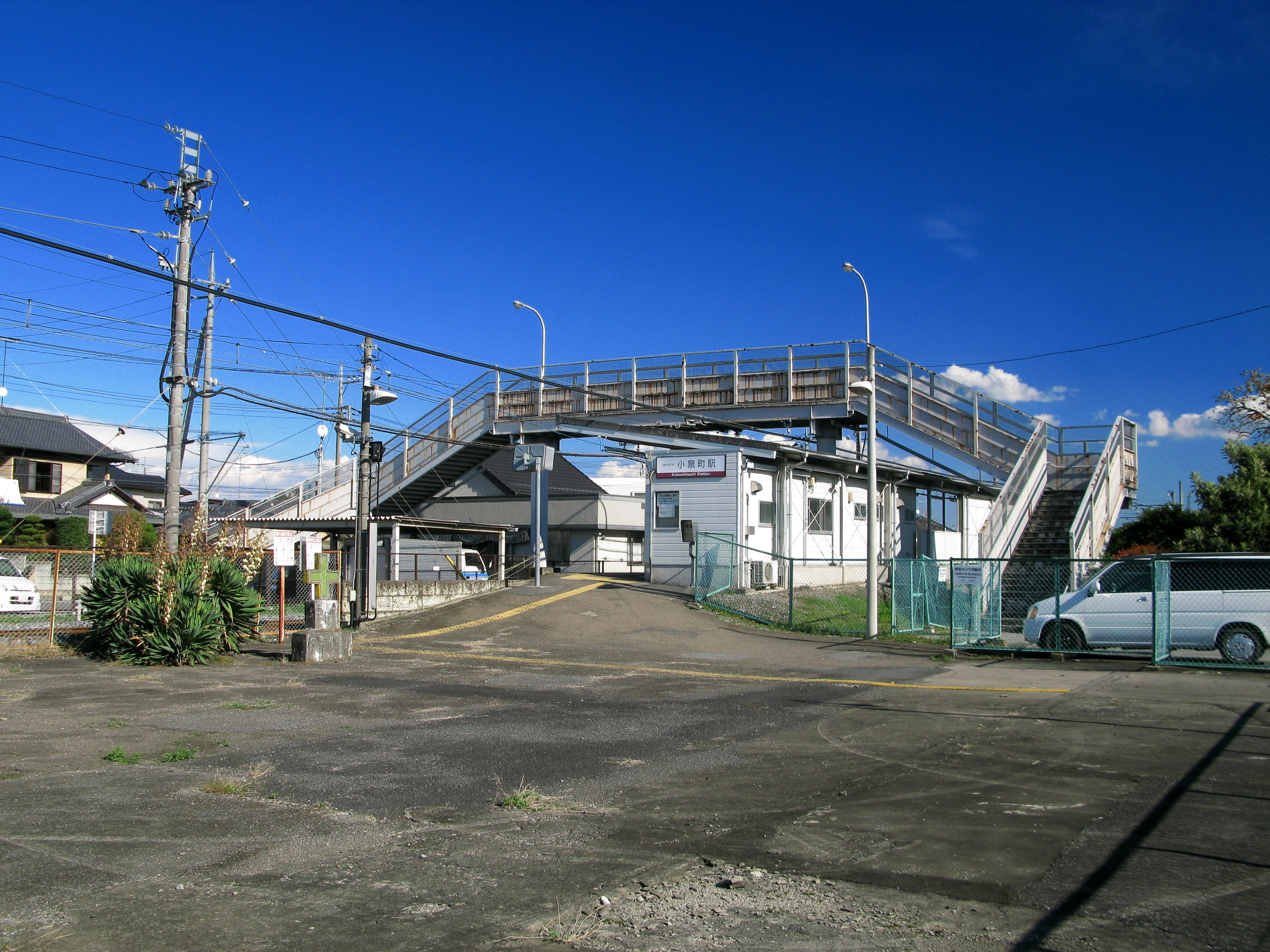
駅全景（2012年11月）

小泉町駅（こいずみまちえき）は、群馬県邑楽郡大泉町城之内二丁目にある、東武鉄道小泉線の駅である。駅番号はTI 45。

## 年表
東武小泉線の前身、中原鉄道（ちゅうげんてつどう）が館林駅 - 小泉町を開業した際の終端駅であった。中原鉄道は、1922年（大正11年）に上州鉄道と改称、軽便鉄道から地方鉄道となったが、1937年（昭和12年）に東武鉄道に買収され、東武小泉線の駅となった。
東小泉駅の旅客営業開始に伴い一旦廃止となったが、1955年（昭和30年）に復活。なお、この時に東小泉駅が信号所に格下げとなったが、同駅は1977年（昭和52年）に再び駅となっている。
- 1917年（大正6年）3月12日 - 中原鉄道により開業[1]。
- 1922年（大正11年）3月4日 - 中原鉄道が上州鉄道に改称する。
- 1937年（昭和12年）1月10日 - 東武鉄道の上州鉄道買収により、同社の駅となる。
- 1939年（昭和14年）4月13日 - 仙石河岸線小泉町駅 - 仙石河岸駅間開業により中間駅となる。
- 1941年（昭和16年）6月1日 - 太田 - 小泉町間開業。
- 1942年（昭和17年）5月10日 - 小泉信号所が同年4月に旅客駅化し東小泉駅となったこと・西小泉駅開業（1941年12月1日）により旅客営業廃止[2][3]。
- 1955年（昭和30年）9月20日 - 旅客営業再開[2][3]。

## 駅構造
単式ホーム1面1線を有する地上駅。

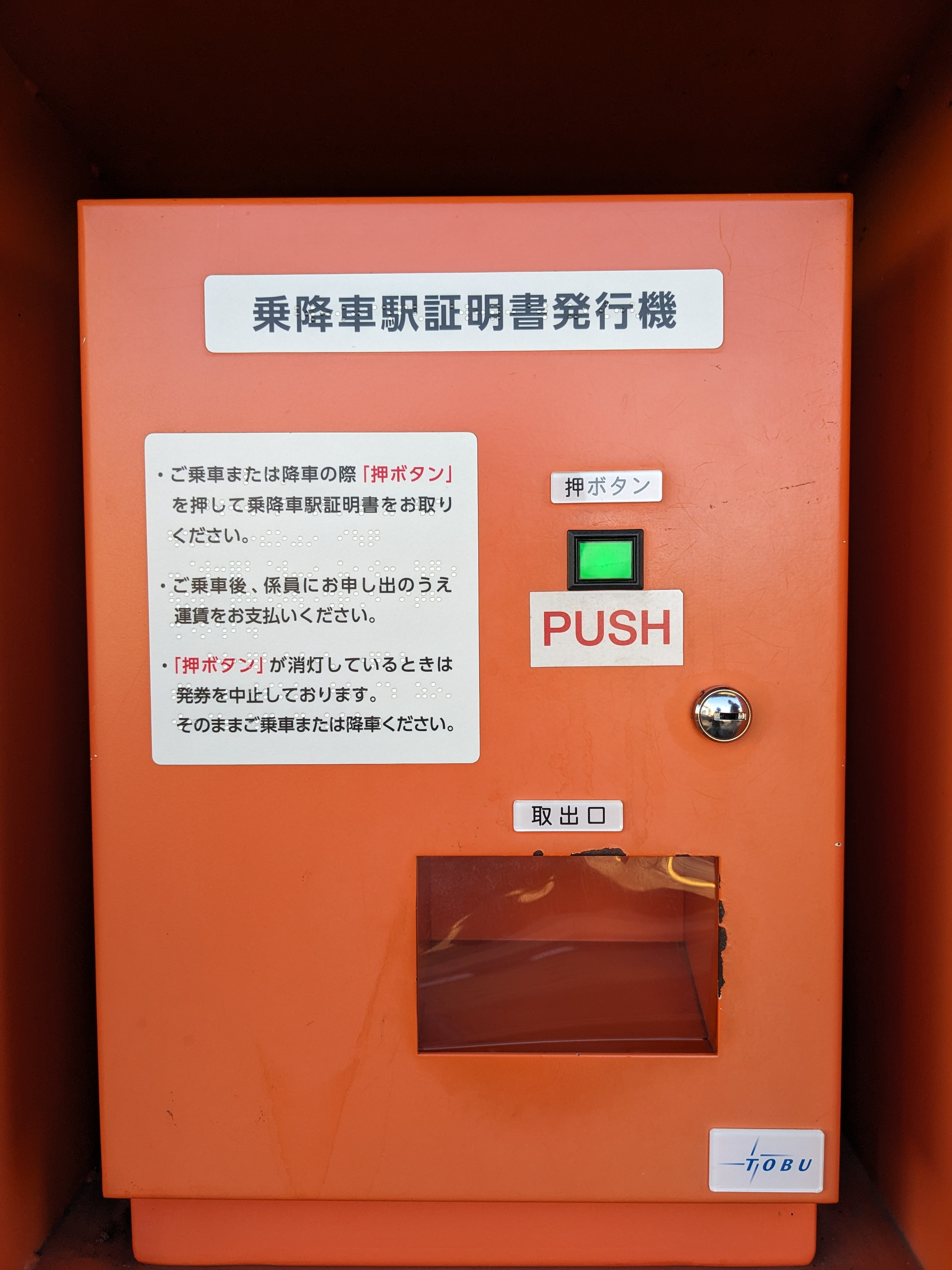
乗降車駅証明書発券機

無人駅であり、PASMO簡易改札機・乗降車駅証明書発券機が設置されている。駅舎・ホームは線路の南側にあり、線路の北側と連絡する跨線橋が設置されている。駅舎の東端にトイレがありそれと隣接した西側部分(駅舎として紹介されている写真の手前部分)には駅員が執務していることがある。

## 利用状況
2024年度の1日平均乗降人員は373人である。
近年の1日平均乗降人員の推移は下表の通りである｡
| 年度               | 1日平均 乗降人員 | 出典       |
| ------------------ | ---------------- | ---------- |
| 2003年（平成15年） | 392              |            |
| 2004年（平成16年） | 413              |            |
| 2005年（平成17年） | 431              |            |
| 2006年（平成18年） | 411              |            |
| 2007年（平成19年） | 407              |            |
| 2008年（平成20年） | 427              |            |
| 2009年（平成21年） | 428              |            |
| 2010年（平成22年） | 484              |            |
| 2011年（平成23年） | 470              |            |
| 2012年（平成24年） | 464              |            |
| 2013年（平成25年） | 432              |            |
| 2014年（平成26年） | 385              |            |
| 2015年（平成27年） | 404              |            |
| 2016年（平成28年） | 435              |            |
| 2017年（平成29年） | 430              |            |
| 2018年（平成30年） | 445              |            |
| 2019年（令和元年） | 400              |            |
| 2020年（令和02年） | 276              | [ 東武 2 ] |
| 2021年（令和03年） | 317              | [ 東武 3 ] |
| 2022年（令和04年） | 340              | [ 東武 4 ] |
| 2023年（令和05年） | 346              | [ 東武 5 ] |
| 2024年（令和06年） | 373              | [ 東武 1 ] |

## 駅周辺
大泉市街地（大泉町役場）、大泉町立北小学校、大泉町立北中学校は西小泉駅が最寄りである。
- 小泉城跡
  - 城之内公園
- 洋泉興業大泉町文化むら
- 小泉神社[6]
- 群馬県立大泉高等学校
- 大泉郵便局

## バス路線
2017年現在、小泉町駅周辺に路線バスは乗り入れていない。
2005年（平成17年）から2016年（平成28年）までは大泉町の町内循環バスさわやか（東コース）が「小泉町駅西」バス停に乗り入れていた。

## 隣の駅
東武鉄道
 小泉線
東小泉駅 (TI 44) - 小泉町駅 (TI 45) - 西小泉駅 (TI 46)